# Omashu
Omashu is in de tekenfilmserie Avatar een stad in het zuiden van het Aarderijk, zetel van koning Bumi.

## Ligging en functie van Omashu.
Omashu is op Ba Sing Se na de grootste stad van het Aarderijk, en dient als hoofdstad van een van zijn provinciën. Het is het centrum van het zuidelijke deel van dit immense rijk. De naam Omashu is afgeleid van het verhaal over het geliefde koppel O-ma en Shu. Dit is te zien in boek 2, in de aflevering van de geheime tunnel. Geregeerd door koning Bumi heeft de stad tevens de belangrijke functie van fort tegen vijanden.
De stad ligt in het Kolau-gebergte in het zuidwesten van het rijk. De stad is gebouwd op verscheidene heuvels en wordt omringd door een immense kloof, waar het hoog boven uit torent. De kloof heeft iets weg van een canyon. Hierdoor is de stad goed te verdedigen en dus geschikt als vestingplaats. Omashu is een thuis voor vele soldaten uit het Aarderijk.
Wanneer de oorlog tegen de Vuurnatie begint wordt het Aarderijk actief bij de oorlog betrokken door aanvallen van de Vuurnatie - en later kolonisatie - van de stad. Omashu houdt echter lang stand, ondanks vele successen van de vuurmarine en het leger, in de honderdjarige oorlog.
Het is niet bekend of generaal Iroh, de Draak van het Westen, tijdens zijn grote offensief bij Ba Sing Se, nog een poging heeft ondernomen Omashu te veroveren.
De voornaamste industrie van de stad is het leveren van wapens en oorlogsvoorraden. Merkwaardig is het postsysteem; dit is ontwikkeld om objecten snel en efficiënt te vervoeren door de drukke steile stad. Aardsturing brengt de goederen opwaarts, de zwaartekracht vervoert het naar beneden. De stad heeft drie poorten die gemaakt zijn van een stuk massief steen, waarvan elke ongeveer drie meter dik is en ongeveer dertig meter hoog. Als een resultaat moeten de poorten worden geopend door aardestuurders die de ingangen bewaken.
Gebouwen in Omashu zijn algemeen gesproken gebouwd van steen, net als gebouwen in veel andere delen van het Aarderijk, en hebben groene aardewerken daken.

## Val van Omashu
Nadat Avatar Aang in de stad is geweest doet de vuurnatie opnieuw een poging het verzet van de stad te breken. Met een groot leger trekt het op tegen de stad. Het leger wil verzet bieden, maar koning Bumi staat het leger niet toe verzet te plegen, hij laat zich gevangennemen omdat hij vecht volgens de originele aardsturing (neutrale jing), eerst niets doen en dan als ze op hun zwakst zijn aanvallen, waarna het vuurleger Omashu bezet en het toegankelijk maakt voor kolonisten. Fabrieken worden in de stad opgetrokken en de eens onneembare vesting wordt toegankelijk gemaakt door stalen bruggen die over de ravijnen rond de stad worden gebouwd voor troepentransport. Via een afleiding(doen alsof ze pentapokkenen hebben) weet Aang echter de bevolking van de stad te evacueren.
Wanneer vuurprinses Azula in de stad aankomt en een aanslag op de Avatar mislukt doopt ze de stad Omashu om tot "Nieuw Ozai" ter ere van haar vader, vuurheer Ozai.
Tijdens de eclips herovert Koning Bumi de stad en verjaagt de vuurmeesters.